# Mare de Déu dels Dolors de Casa Escolà
La Mare de Déu dels Dolors de Casa Escolà és la capella particular de Casa Escolà, en el poble de Tavascan, del terme municipal de Lladorre, a la comarca del Pallars Sobirà.
Està situada al centre del poble.